# James Foster
Pour les articles homonymes, voir Foster.
Temple de la renommée de l'IIHF : 2023
Temple de la renommée britannique : 1950
James John Foster (né le 13 septembre 1905 à Glasgow, mort le 4 janvier 1969 à Winnipeg) est un joueur britannique de hockey sur glace.

## Carrière
Foster émigre à Winnipeg en avril 1912. Foster se fait d'abord connaître en tant que joueur de hockey dans la Ligue de hockey junior de Winnipeg au début des années 1920. Avec les Argonautes de Winnipeg, puis avec l'université du Manitoba, Foster se forge une réputation. Son équipe remporte le championnat provincial junior du Manitoba en 1925 puis le championnat du Manitoba à deux reprises, d'abord en 1927 avec le Hockey Club de Winnipeg et en 1930 avec les Millionaires d'Elmwood. À l'automne 1931, il se joint aux Hawks de Moncton, équipe de la Ligue de hockey senior maritime, équipe qu'il mène à la finale de la coupe Allan en 1932 puis double vainqueur en 1933 et 1934.
En 1935, avec l'entraîneur des Hawks de Moncton et le mentor de longue date de Foster, Percy Nicklin, Foster déménage à Londres pour jouer pour les Richmond Hawks. Il est sélectionné dans l'équipe des étoiles ; les Hawks terminent à égalité au premier rang de la ligue. L'Association canadienne de hockey amateur suspend Foster et son coéquipier Alexander Archer pour avoir quitté le dominion sans permission pour jouer en Angleterre. La Fédération internationale de hockey sur glace confirme la décision et la paire n'est autorisée à jouer aux Jeux olympiques que lorsque le président de l'Association canadienne de hockey amateur, EA Gilroy, choisit de ne pas appliquer la suspension à la veille des Jeux olympiques en signe d'esprit sportif envers la Grande-Bretagne.
Aux Jeux olympiques d'hiver de 1936 à Garmisch-Partenkirchen, Foster représente la Grande-Bretagne. Foster, ainsi que huit autres joueurs nés en Grande-Bretagne qui avaient appris leur hockey au Canada, un résident britannique né au Canada et deux natifs britanniques, contribuent à mener la Grande-Bretagne à la médaille d'or, battant de peu le Canada. En sept matchs, Foster ne subit que trois buts, enregistrant quatre blanchissages.
Foster continue de représenter la Grande-Bretagne dans des compétitions internationales, les championnats d'Europe et du monde en 1937 (médaille d'or européenne et médaille d'argent mondiale) et 1938 (médaille d'or européenne et médaille d'argent mondiale) ainsi que 1939. Il joue une saison avec les Harringay Greyhounds pour suivre encore Percy Nicklin.
Alors qu'il est prêt à accepter l'offre des Brighton Tigers, Forster passe ses vacances au Canada quand la Seconde Guerre mondiale éclate. Il décide alors de rester en Amérique et de travailler dans une usine d'aviation. Il joue pour les Miners de Glace Bay et les As de Québec jusqu'à sa retraite en 1942. Après la guerre, il est vendeur itinérant de thés, de cafés et d'épices.
Il est intronisé au Temple de la renommée du hockey britannique en 1950 avant de mourir d'un cancer à 63 ans. Comme il pensait autrefois entrer dans l'Église, il est surnommé The Parson.